# Kolona (Bale)
Kolona je majhen nenaseljen otok v Jadranskem morju. Pripada Hrvaški.
V državnem programu za zaščito in uporabo majhnih, občasno naseljenih in nenaseljenih otokov ter okoliškega morja Ministrstva za regionalni razvoj in sklada Evropske unije je otok uvrščen med otoke z manjšimi reliefnimi spremembami (kamnine različnih oblik in velikosti). Njegova površina je 7.271 m2. Pripada občini Balama. V bližini so rt in hrib Datula (24 m) ter zaliv Sveti Jakov.